# Registre Tampon Mémoire
Le Registre Tampon Mémoire (RTM) est un registre de l'unité de contrôle d'un processeur qui contient la donnée à écrire en mémoire où qui vient d'être lue depuis la mémoire.
Le RTM est un registre à deux voies, l'une est utilisée quand une donnée est chargée depuis la mémoire dans le RTM, l'autre quand une donnée est versée du RTM vers la mémoire.
Le Registre Tampon Mémoire est l'un des deux composants d'une interface mémoire, l'autre étant le  Registre d'Adresse Mémoire (RAM)